# Allophylus rigidus
Allophylus rigidus är en kinesträdsväxtart som beskrevs av Olof Swartz. Allophylus rigidus ingår i släktet Allophylus och familjen kinesträdsväxter. Inga underarter finns listade i Catalogue of Life.